# Lago Pyhä (Pyhäjärvi)
El lago Pyhä (en finés: Pyhäjärvi) es el nombre que recibe un gran cuerpo de agua en Pyhäjärvi, en el país europeo de Finlandia. Pertenece a la zona de influencia principal de Pyhäjoki. La palabra Pyhäjärvi quiere decir lago santo. Es nombre muy común en Finlandia. Hay 39 lagos con el mismo nombre.
Cubre una superficie de 121,8 kilómetros cuadrados (47,0 millas cuadradas) con una profundidad promedio de 6.27 m (20,6 pies) y una profundidad máxima de 27 m (89 pies). El volumen de agua alcanza los 770 millones de m³ (2,7 × 1010 pies cúbicos). Tiene una Longitud costera de 244,5 kilómetros (151.9 millas) y su elevación de la superficie está entre 139 y 140 metros.